# Данія на зимових Олімпійських іграх 2002
Данія на зимових Олімпійських іграх 2002 року, які проходили в американському місті Солт-Лейк-Сіті, була представлена 11 спортсменами (5 чоловіками та 6 жінками) у 2 видах спорту (керлінг та фристайл). Прапороносцем на церемоніях відкриття та закриття Олімпійських ігор був керлінгіст Ульрик Шмідт.
Данія вдесяте взяла участь у зимових Олімпійських іграх. Данські спортсмени не завоювали жодної медалі.

## Керлінг

### Чоловіки
Склад команди
| Данія |
| --- |
| Hvidovre CC, Гвідовре капітан: Ульрик Шмідт третій: Лассе Лаврсен другий: Бріан Гансен лідер: Карстен Свенсгорд запасний: Франц Гульфер |

Груповий етап
Найкращі чотири команди проходять у півфінал.
| Країна          | Капітан                | Перемог | Поразок |
| --------------- | ---------------------- | ------- | ------- |
| Канада          | Кевін Мартін           | 8       | 1       |
| Норвегія        | Пол Трульсен           | 7       | 2       |
| Швейцарія       | Андреас Шваллер        | 6       | 3       |
| Швеція          | Пея Ліндгольм          | 6       | 3       |
| Фінляндія       | Маркку Уусіпаавалніємі | 5       | 4       |
| Німеччина       | Себастіан Шток         | 4       | 5       |
| Данія 7th       | Ульрик Шмідт           | 3       | 6       |
| Велика Британія | Гейммі Макміллан       | 3       | 6       |
| США             | Тім Сомервіль          | 3       | 6       |
| Франція         | Домінік Дюпон-Рок      | 0       | 9       |

Результати поєдинків
| Команда 1       | Рахунок | Команда 2 |
| --------------- | ------- | --------- |
| Данія           | 3–9     | Фінляндія |
| Данія           | 8–7     | Франція   |
| Данія           | 6–10    | Швейцарія |
| Данія           | 5–9     | Швеція    |
| Данія           | 6–7     | Німеччина |
| Норвегія        | 9–4     | Данія     |
| Велика Британія | 5–6     | Данія     |
| США             | 7–9     | Данія     |
| Данія           | 3–8     | Канада    |

Чоловіча команда Данії зайняла сьоме місце

### Жінки
Склад
| Данія |
| --- |
| Hvidovre CC, Гвідовре капітан: Лене Бідструп третій: Сузанне Слотсагер другий: Малене Краузе лідер: Авіяя Лунд Нільсен запасний: Ліза Річардсон |

Груповий турнір
Чотири найкращі команди проходять у півфінал
| Країна          | Капітан            | W | L |
| --------------- | ------------------ | - | - |
| Канада          | Келлі Лау          | 8 | 1 |
| Швейцарія       | Луція Ебнотер      | 7 | 2 |
| США             | Карі Еріксон       | 6 | 3 |
| Велика Британія | Рона Мартін        | 5 | 4 |
| Німеччина       | Наталі Неслер      | 5 | 4 |
| Швеція          | Елізабет Густафсон | 5 | 4 |
| Норвегія        | Дорді Нордбю       | 4 | 5 |
| Японія          | Акіко Като         | 2 | 7 |
| Данія           | Лене Бірдструп     | 2 | 7 |
| Росія           | Ольга Яркова       | 1 | 8 |

Результати поединків
| Команда 1       | Рахунок | Команда 2 |
| --------------- | ------- | --------- |
| Швейцарія       | 9–8     | Данія     |
| Данія           | 5–9     | Німеччина |
| Швеція          | 9–11    | Данія     |
| Данія           | 9–4     | США       |
| Росія           | 7–5     | Данія     |
| Велика Британія | 8–6     | Данія     |
| Канада          | 9–4     | Данія     |
| Норвегія        | 9–4     | Данія     |
| Данія           | 5–6     | Японія    |

Жіноча збірна Данії зайняла дев'яте місце

### Фристайл
Жінки
| Спортсмен    | Дисципліна | Кваліфікація | Кваліфікація | Кваліфікація | Фінал | Фінал | Фінал |
| Спортсмен    | Дисципліна | Час          | Бали         | Місце        | Час   | Бали  | Місце |
| ------------ | ---------- | ------------ | ------------ | ------------ | ----- | ----- | ----- |
| Аня Болб'єрг | могул      | 38.44        | 22.40        | 14 Q         | DNF   | DNF   | –     |